# Cubocephalus baldaufii
Cubocephalus baldaufii är en stekelart som först beskrevs av Dalla Torre 1902.  Cubocephalus baldaufii ingår i släktet Cubocephalus och familjen brokparasitsteklar. Inga underarter finns listade i Catalogue of Life.